# Dichromodes triparata
Dichromodes triparata là một loài bướm đêm trong họ Geometridae.